# Quinto Clelio Sículo
Quinto Clelio Sículo  fue un político romano del siglo V a. C. perteneciente a la gens Clelia.

## Carrera pública
Alcanzó el consulado en el año 498 a. C., año en el que se inauguró el templo de Saturno. Según Dionisio de Halicarnaso, nombró a su colega, Tito Larcio, dictador para hacer frente a los latinos.